# Knockanereagh
Im Townland Knockanereagh (irisch An Cnocán Riabhach) östlich der Straße R587 nordwestlich von Cappeen im County Cork in Irland liegen zwei Boulder Burials  (auch Boulder Tombs) und ein Steinpaar.
Das östliche Boulder Burial ist ein orangefarbener, unregelmäßig geformter Quarzblock von etwa 1,5 × 1,2 m und etwa 0,9 m Höhe, der auf drei Steinen ruht.
Das etwa 20 m entfernte westliche Boulder Burial ist ein orangefarbener unregelmäßig geformter Quarzblock von etwa 1,0 × 0,9 m und etwa 0,9 m Höhe, der auf vier Steinen ruht. Zwei weitere Quarzsteine und ein kleiner Sandsteinblock liegen 0,5 m entfernt im Südwesten am Boden.
Das Steinpaar steht 0,75 m nordwestlich, neben dem westlichen Boulder Burial. Die Formation hat eine Gesamtlänge von 2,9 m und die Menhire haben einen Abstand von 1,4 m. Der nordöstliche quaderförmige Stein misst 1,2 m in der Höhe, 0,8 m in der Breite und 0,7 m in der Dicke. Der südwestliche, unregelmäßiger geformte Stein misst 1,05 m in der Höhe, 0,7 m in der Breite und 0,6 m in der Dicke.